# Juan Callejón
Juan Callejón Baena (El Ejido, Almería, 5 de marzo de 1950) es un médico y político español.
Licenciado en Medicina por la Universidad de Granada, activo miembro del sindicato UGT y afiliado al Partido Socialista Obrero Español desde 1977, fue Alcalde de su ciudad natal de 1983 a 1991, al tiempo que Diputado por la provincia de Almería en la IV legislatura. Tras ser Delegado de la Junta de Andalucía en Almería desde 1994, abandonó su puesto para ocupar de nuevo las listas del PSOE a las elecciones generales de 2008, siendo elegido otra vez Diputado al Congreso.